# Rain (piosenkarz)
Rain (hangul: 비 Bi, ur. 25 czerwca 1982 w Seosan), właśc. Jung Ji-hoon (hangul: 정지훈) – południowokoreański piosenkarz, twórca tekstów, aktor oraz producent muzyczny.
Rain ma na swoim koncie siedem albumów (sześć koreańskich, jeden japoński), 28 singli i liczne trasy koncertowe. Stał się znany dzięki trzeciemu albumowi, It's Raining (2004), którego promował singel o tym samym tytule. Album sprzedał się w liczbie ponad miliona egzemplarzy w Azji, i przyniósł Rainowi status międzynarodowej gwiazdy.
Rain zadebiutował jako aktor w 2003 roku, w serialu Sang-doo-ya, haggyo gaja!. Jego główna rola w serialu Full House (2004), azjatyckim hicie, przyniosła mu status gwiazdy Hallyu. W 2008 roku Rain zagrał w filmie Speed Racer, a także jedną z głównych ról w filmie Ninja zabójca (2009), za którą zdobył nagrodę MTV jako pierwszy koreański artysta.
W 2015 roku Rain założył własną firmę, R.A.I.N. Company.

## Życiorys

### Wczesne życie
Rain stracił swoją matkę, która zmagała się z cukrzycą i zmarła w grudniu 2000 roku. W tym samym roku Rain został zatrudniony jako stażysta przez JYP Entertainment, prowadzonej przez artystę i producenta Park Jin-younga. W wywiadzie dla CNN, a także w dokumencie dla Discovery Channel Discovering Hip Korea, powiedział, że był wielokrotnie odrzucany ze względu na swój wygląd: „Właściwie powiedziano mi po jednym przesłuchaniu, że mój śpiew i taniec były świetne, ale nie przeszedłem dlatego, że nie miałem podwójnych powiek.”. Wkrótce jednak przebił się, po tym jak producent Park Jin-young zauważył jego wytrwałość. W pierwszych latach treningu Rain był tancerzem rezerwowym.

### Kariera muzyczna

#### 1998–2000: debiut w boysbandzie Fanclub
Jung Ji-hoon miał 16 lat, kiedy zadebiutował jako członek boysbandu Fanclub (kor. 팬클럽). Zespół nie przyciągnął większej uwagi, choć wydali dwa albumy.

#### 2002–2006: debiut jako piosenkarz solowy i azjatycki sukces
W maju 2002 roku Jung zadebiutował jako solista wydając solowy album studyjny N001, wydany pod pseudonimem „Rain”. Płytę promowały dwa utwory: główny „Bad Guy” (kor. 나쁜 남자 Nappeun namja) oraz „Handshake” (kor. 악수 Agsu). 16 października 2003 roku ukazał się drugi album studyjny Rain 2, wraz z promującym go singlem „Ways to Avoid the Sun” (kor. 태양을 피하는 방법 Taeyang-eul pihaneun bangbeob). W latach 2003–2004 był prowadzącym programu Music Bank stacji KBS.

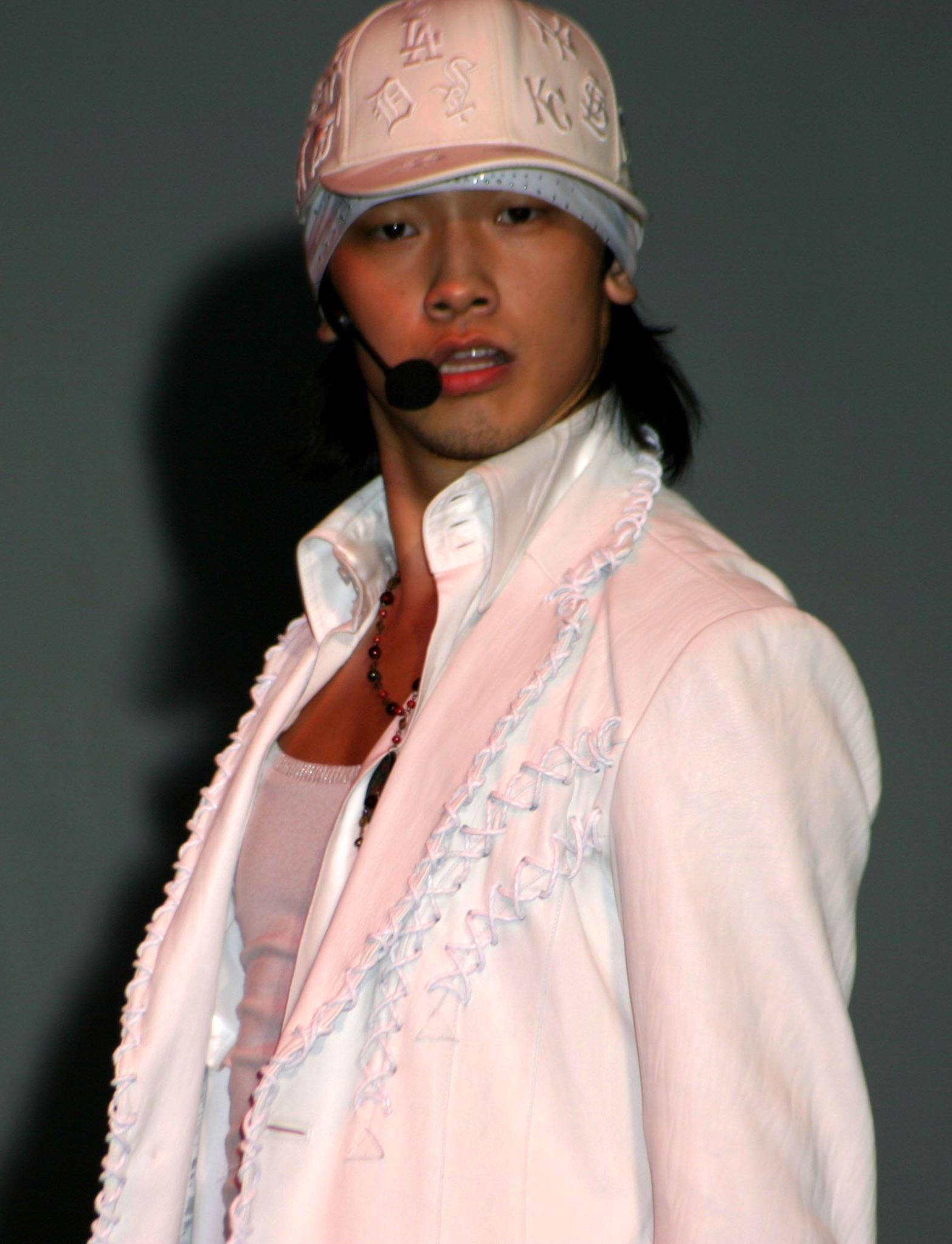
Rain podczas występu

Trzeci album Raina, It's Raining, ukazał się 8 października 2004 roku. Uplasował się na szczycie rankingów muzycznych zarówno w Korei, jak i w Azji. W celu promowania płyty Rain udał się w pierwszą trasę koncertową Rainy Day 2005 Tour, która składała się z 14 koncertach w 8 krajach. Album sprzedał się w liczbie ponad miliona egzemplarzy w całej Azji utwierdzając pozycję Raina jako jednego z największych artystów muzycznych w regionie.

#### 2006–2007: ekspansja poza Koreę
Azja

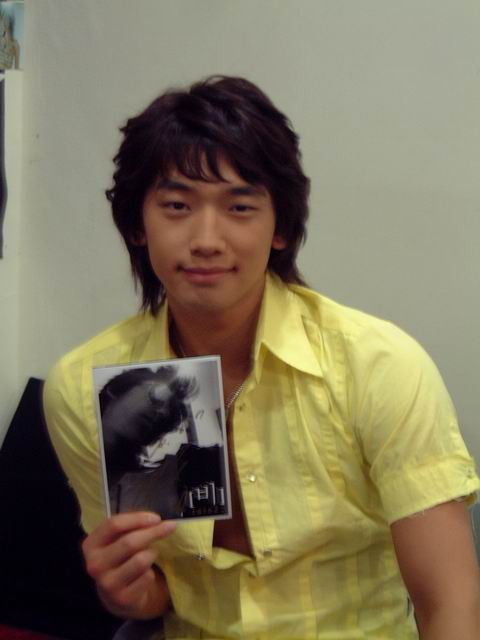
Rain w Bangkoku, 2007

Rain wydał swój pierwszy japoński album Eternal Rain 13 września 2006 roku. Pierwszy japoński koncert solowy, Rainy Day Japan, odbył się latem 2004 roku, bilety zostały wyprzedane w 30 sekund od rozpoczęcia sprzedaży w Tokyo International Forum. Piąty album studyjny, Rain's World, ukazał się 13 października 2006 roku, również sprzedał się w liczbie ponad miliona kopii w Azji. Sukces albumu doprowadził do jego ponownego wydania 2 miesiące później, na płycie znalazły się dodatkowo cztery utwory.
Trasa Rain's Coming World Tour rozpoczęła się 15 grudnia 2006 roku na Stadionie Olimpijskim w Seulu. Rain wystąpił w różnych częściach Azji, Australii, Stanach Zjednoczonych i Kanadzie. Szacowany zysk ze sprzedaży biletów przekroczy 100 mln dolarów.
25 maja 2007 roku Rain został pierwszą koreańską gwiazdą, która wystąpiła w Tokyo Dome. Koncert przyciągnął prawie 55 tys. osób. W 2007 roku Rain opuścił wytwórnię JYP Entertainment, aby założyć własną firmę, J. Tune Entertainment, ale nadal zachował współpracę z Park Jin-youngiem.
Stany Zjednoczone
W kwietniu 2006 Rain został wymieniony na liście „100 najbardziej wpływowych ludzi, którzy kształtują nasz świat” wg tygodnika „Time”. W 2007 roku Rain znalazł się na pierwszym miejscu ankiety internetowej Your Time 100 tygodnika „Time”, pokonując Stephena Colberta o ok. 100 tys. głosów. 5 maja 2008 roku, Rain pojawił się w jako gość na koniec programu The Colbert Report. Został też wymieniony na liście „Most Beautiful People” tygodnika „People”. W wywiadzie prasowym Rain powiedział, że jest zaszczycony, że znalazł się na tej liście, a także zauważył, że pomoże to zwiększyć jego popularność w Stanach Zjednoczonych.
Koncerty Raina w Stanach Zjednoczonych zostały również dobrze przyjęte. Bilety na dwa koncerty Rainy Day New York w Madison Square Garden zostały wyprzedane w ciągu kilku dni. Rain wystąpił także w The Colosseum at Caesars Palace, w Las Vegas, 23 i 24 grudnia 2006 roku.

#### 2008–2010:Rainism

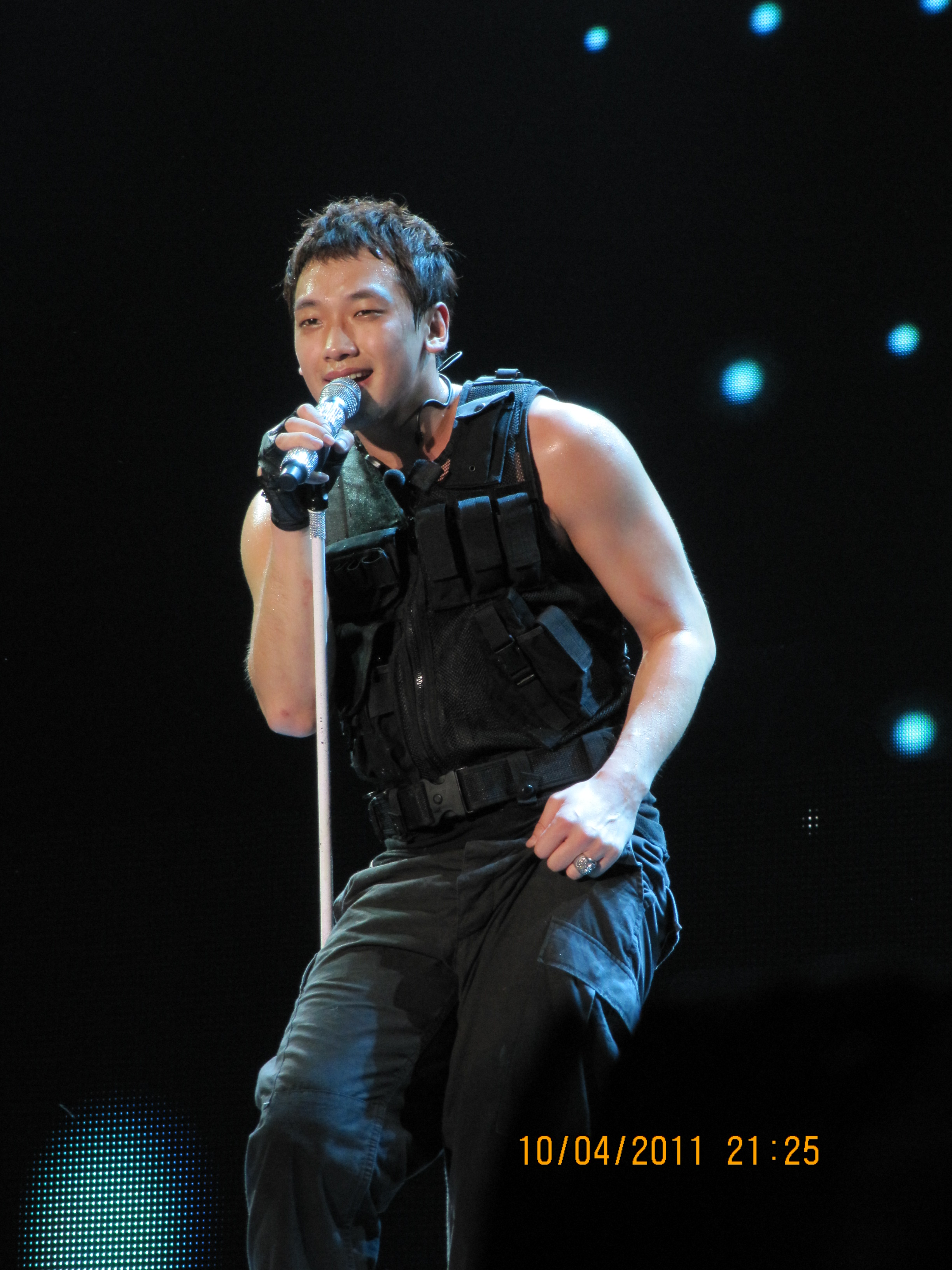
Rain podczas Sepang International Circuit F1 2011, Malezja

15 października 2008 roku Rain wydał piąty koreański album studyjny Rainism promowany przez single „Love Story” i „Rainism”. W teledysku do „Love Story” wystąpiła koreańska aktorka Ha Ji-won. Komisja Ochrony Nieletnich uznała, że album jest nieodpowiedni dla osób poniżej 19 roku życia, ponieważ teksty w utworze „Rainism” zostały uznane za problematyczne ze względu na ich seksualne odniesienia. Rain wkrótce potem wydał „czystą wersję” utworu „Rainism”, ale zamiast zmieniać zawartość oryginalnego albumu, dodano naklejkę, która informowała, że zawartość albumu Rainism jest niewłaściwa dla osób poniżej 19 roku życia>. W październiku 2009 roku, w celu promowania piątego albumu, Rain udał się  azjatycką trasę, Legend of Rainism Tour, która zaczęła się koncertem w Seulu 9 października. Wystąpił w różnych częściach Azji, tournee zakończyło się koncertami w Yoyogi Gymnasium w Japonii 17 i 18 kwietnia. 7 kwietnia 2010 roku Rain wydał specjalny minialbum zatytułowany Back to the Basic i promujący go utwór „Love Song” (kor. 널 붙잡을 노래 Neol butjab-eul norae). W 2011 roku po raz kolejny zajął pierwsze miejsce ankiety internetowej Your Time 100 tygodnika „Time”. W październiku Rain reprezentował Koreę i wystąpił podczas 7. Asia Song Festival, organizowanym przez Korea Foundation for International Culture Exchange, na Stadionie Olimpijskim w Seulu. W 2012 roku Rain po raz trzeci zwyciężył w ankiecie TIME 100, pokonując m.in. Baracka Obamę i Lady Gagę.

#### 2013–2014: CUBE Entertainment iRain Effect

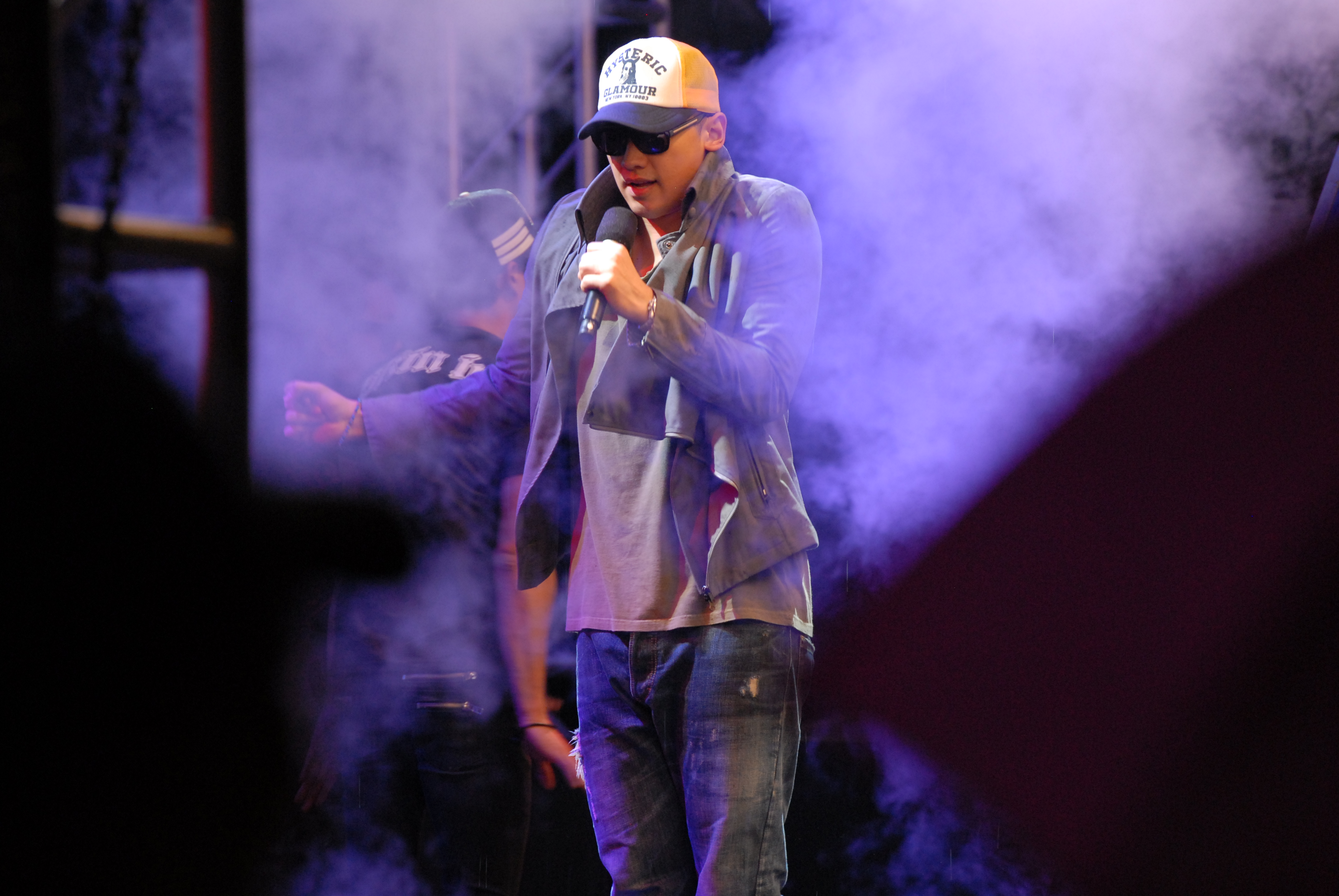
Rain podczas występu w Kunsan Air Base we wrześniu 2012 roku

17 września ogłoszono, że Rain podpisał kontrakt z Cube DC, podwytwórnią Cube Entertainment. Po podpisaniu umowy z Cube DC poinformowano o pierwszej trasie koncertowej Raina po zakończeniu służby wojskowej. Trasa 2013 Zepp Tour: Story of Rain składała się z 10 koncertów w czterech miastach w Japonii, które odbyły się w listopadzie 2013 roku.
Pierwszy oficjalny występ publiczny od czasu opuszczenia wojska miał miejsce podczas otwarcia sklepu MCM w Marina Bay Sands w Singapurze, a następnie podczas BAZAAR Men Style People of The Year Award Ceremony w Pekinie, w Chinach. Podczas trasy koncertowej Rain wystąpił także podczas 2013 Mnet Asian Music Awards, gdzie zapowiedział nadchodzący reality show i nowy album.
Jako zapowiedź nowego albumu, Rain wystąpił we własnym reality show Rain Effect, który miał premierę 19 grudnia. Nowy album, zatytułowany Rain Effect, został wydany 2 stycznia 2014 roku, promowały go single „30 Sexy” i „La Song”.

#### Od 2015: R.A.I.N. Company,The Squall TourorazMy Life
7 września 2015 roku Rain ogłosił na swoim profilu na Facebooku, że on i dyrektor generalny doszli do wspólnej decyzji, aby nie odnawiać kontraktu z Cube Entertainment. Po rozstaniu się z Cube, 11 października 2015 roku ogłosił poprzez swoją oficjalną stronę, że założył własną agencję z pomocą swojego wieloletniego menedżera i innymi osobami związanymi z przemysłem rozrywkowym.
7 listopada Rain udał się w kolejną trasę koncertową,  The Squall, artysta koncertował w Korei Południowej, Chinach, Japonii, Malezji i Singapurze.
12 grudnia 2016 roku firma R.A.I.N. Company pionformowała, że piosenkarz wyda nową płytę w 2017 roku. 15 stycznia ukazał się singel  The Best Present (kor. 최고의 선물 Choego-ui seonmul), który został wyprodukowany przez PSYa. 1 grudnia ukazał się kolejny minialbum My Life (kor. MY LIFE愛).

### Kariera aktorska

#### 2003–2006: debiut aktorski i sława Hallyu
Rain zadebiutował jako aktor w 2003 roku, w serialu Sang-doo-ya, haggyo gaja!. Serial osiągnął wysoką oglądalność, a artysta zdobył nagrodę „najpopularniejszy aktor telewizyjny” podczas 40. Baeksang Arts Awards.
W 2004 roku popularność Raina wzrastała, kiedy zagrał główną rolę u boku Song Hye-kyo w serialu Full House. Serial okazał się azjatyckim hitem osiągając oglądalność 42,7% w kraju. Serial była emitowana w różnych krajach Azji, a także w Stanach Zjednoczonych, zyskując dużą popularność i przynosząc Rainowi status gwiazdy Hallyu. Jego występ w serialu przyniosło mu m.in. nagrodę dla najlepszego aktora podczas ceremonii KBS Drama Awards. Następnie zagrał w serialu I juk-il nom-ui sarang u boku Shin Min-ah.
W 2006 roku Rain zadebiutował na dużym ekranie w filmie komediowym Jestem cyborgiem i to jest OK, w reżyserii Park Chan-wooka. Film zdobył nagrodę Alfreda Bauera podczas  57. Międzynarodowego Festiwalu Filmowego w Berlinie i został wybrany na film otwarcia Międzynarodowego Festiwalu Filmowego w Hongkongu. Rain został otrzymał nagrodę „najlepszy nowy aktor filmowy” podczas 43. Baeksang Arts Awards.

#### 2008–2013: przedsięwzięcia w Hollywoodzie
W 2008 roku zagrał w swoim pierwszym amerykańskim filmie Speed Racer, w którym zagrał kierowcę Taejo Togokahna. Następnie, w 2009 roku, zagrał w filmie Ninja zabójca, jako główny bohater Raizo. Film został wyreżyserowany przez Jamesa McTeigue i produkowany przez Joela Silvera i Wachowskich. Projekt był inspirowany scenami ninja z filmu Speed Racer, w których Rain zaimponował Wachowskim swoją rolą jako wojownik. Dzięki temu filmowi Rain stał się pierwszym urodzonym w Korei aktorem, który zagrał głównego bohatera w Hollywoodzkim filmie. Zdobył nagrodę „Największy twardziel” podczas MTV Movie Awards 2010 za swój występ.
W 2010 roku Rain powrócił na mały ekran po 5 latach, w serialu Domangja: Plan B, w którym gra młodego, bogatego i przebiegłego koreańskiego prywatnego detektywa. Na konferencji prasowej do serialu 27 września 2010 roku Rain poinformował, że zdecydował się na służbę wojskową po 2011 roku, aby móc dokończyć studia magisterskie. Następnie zagrał w filmie lotniczym R2B: Powrót do bazy, który miał swoją premierę w sierpniu 2012 roku. Rain pojawił się jako niespodziewany gość na specjalnym evencie do filmu.
W 2013 roku ogłoszono, że Rain wystąpi obok Bruce'a Willisa, Jasona Patricka i Johna Cusacka w filmie Książę. Film był kręcony w Stanach Zjednoczonych, m.in. w Nowym Orleanie. Film miał swoją premierę w 2014 roku.

#### Od 2014: sukces w Chinach
W 2014 roku Rain powrócił na mały ekran występując w serialu Naegen neomu sarangseureo-un geunyeo u boku Krystal z f(x). W grudniu wystąpił także w filmie produkcji chińskiej, Lushui hongyan, razem z Liu Yifei. Pilm był debiutem artysty na scenie chińskiej, miał swoją premierę w listopadzie 2014 roku.
W grudniu 2014 roku Rain zagrał w swoim pierwszym chińskim serialu Kela lianin, u boku aktorki Tiffany Tang. Serial był kręcony m.in. Szanghaju, Nankin, w Belgii oraz Korei Południowej. Ze względu na swoją popularność artysta otrzymał wynagrodzenie w wysokości ok. 6 milionów wonów za rolę w tym serialu. Serial miał swoją premierę w lipcu 2015 roku i odniósł duży sukces, uzyskując dużą oglądalność przez cały okres emisji.
W 2016 roku zagrał w serialu Dor-awayo ajeossi. W maju został obsadzony obok Victorii Song w chińskim serialu Bāyuè wèiyāng (ang. Endless August). Rain wcielił się też w rolę tytułową w filmie Uhm Bok-dong, który miał swoją premierę w drugiej połowie 2017 roku. Artysta został też prowadzącym w programie Idol Rebooting Project: The Unit stacji KBS.

## Życie prywatne
Rain odbył obowiązkową służbę wojskową od października 2011 roku do lipca 2013 roku. W styczniu 2013 Rain potwierdził, że jest z w związku z Kim Tae-hee, co spowodowało dochodzenie w sprawie możliwego naruszenia prawa wojskowego podczas jego obowiązkowej służby wojskowej.
W 2014 roku został ochrzczonym katolikiem. Rain i Kim Tae-hee pobrali się 19 stycznia 2017 roku.

## Dyskografia

### Koreańska dyskografia
Albumy studyjne
- 2002: N001
- 2003: Rain 2
- 2004: It's Raining
- 2006: Rain's World
- 2008: Rainism
- 2014: Rain Effect

Minialbumy
- 2010: Back to the Basic
- 2017: My Life

### Japońska dyskografia
Albumy studyjne
- 2006: Eternal Rain

## Trasy
- 2005: Rainy Day 2005 Tour
- 2006/07: Rain's Coming World Tour
- 2009/10: The Legend of Rainism Asia Tour
- 2010: Rain Loves Japan Zepp Tour
- 2011: The Best Show Asia Tour
- 2012/13: Army Concert Series (Consoltary Train)
- 2013: Story of Rain: 2013 Rain Zepp Tour
- 2014: Rain Effect China Concert Series (7 Concert)
- 2015/16 The Squall World Tour

## Filmografia

### Filmy
| Rok  | Tytuł                          | Rola                  |
| ---- | ------------------------------ | --------------------- |
| 2006 | Jestem cyborgiem i to jest OK  | Park Il-sun           |
| 2008 | Speed Racer                    | Taejo Togokahn        |
| 2009 | Ninja zabójca                  | Raizo                 |
| 2012 | R2B: Powrót do bazy            | kapitan Jung Tae-yoon |
| 2014 | Książę                         | Mark                  |
| 2014 | Lushui hongyan (chn. 露水红颜) | Shui Changshun        |
| 2017 | Uhm Bok-dong                   | Uhm Bok-dong          |

### Seriale
| Rok  | Tytuł                                | Rola                       | Stacja telewizyjna |
| ---- | ------------------------------------ | -------------------------- | ------------------ |
| 2003 | Sang-doo-ya, haggyo gaja!            | Cha Sang-doo               | KBS2               |
| 2004 | Full House                           | Lee Young-jae              | KBS2               |
| 2005 | I juk-il nom-ui sarang               | Kang Bok-gu                | KBS2               |
| 2010 | Domangja: Plan B                     | Ji-woo                     | KBS2               |
| 2014 | Naegen neomu sarangseureo-un geunyeo | Lee Hyun-wook              | SBS                |
| 2015 | Kela lianin (chn. 克拉恋人)          | Xiao Liang                 | JZTV               |
| 2016 | Dor-awayo ajeossi                    | Lee Hae-joon/Kim Young-soo | SBS                |
| 2018 | Sketch                               | Kang Dong-soo              | JTBC               |
| ?    | Bāyuè wèiyāng (chn. 八月未央)        | Qiao                       |                    |

### Programy rozrywkowe
| Rok       | Tytuł                            | Stacja telewizyjna | Uwagi                          |
| --------- | -------------------------------- | ------------------ | ------------------------------ |
| 2002–2004 | Music Bank                       | KBS2               | prowadzący                     |
| 2002–2003 | Soulmate                         | KBS2               | prowadzący (z Kang Ho-dongiem) |
| 2017      | Idol Rebooting Project: The Unit | KBS2               | prowadzący i mentor            |
| 2020      | I-LAND                           | Mnet               | producent                      |